# Rendez-vous (альбом Ин-Грид)
Rendez-vous (с фр. — «Свидание») — дебютный студийный альбом итальянской певицы Ин-Грид, выпущенный 31 марта 2003 года на лейбле ZYX Music.

## Об альбоме
В конце декабря 2001 года Ин-Грид выпустила песню «Tu es foutu», которая в марте 2002 года начала подниматься в чарте Греции, а уже в июле достигла первого места. В дальнейшем песня стала раскручиваться по всей Европе, в результате она смогла подняться на верхние строчки чартов во многих странах. В том же году начинается запись дебютной пластинки. В качестве продюсера выступил Ларри Пинаньоли, над релизом также работало множество клубных итальянских музыкантов. Сама Ин-Грид приняла участие в написании каждой композиции.
В марте 2003 года состоялся релиз альбома в Европе. Альбом не имел такого большого успеха, как лид-сингл «Tu es foutu». Больше всего он пользовался популярностью в немецкоговорящих странах и странах Восточной Европы, включая Польшу и Россию, в которых получил платиновые сертификации. Также альбом был выпущен в Латинской Америке. В США альбом был выпущен в 2004 году и содержал англоязычные версии песен.
В 2004 году альбом выиграл в номинации «Зарубежный альбом года» на российской премии «Рекордъ».

## Список композиций
| №                   | Название                | Автор(ы)                                                                        | Длительность |
| ------------------- | ----------------------- | ------------------------------------------------------------------------------- | ------------ |
| 1.                  | «In-Tango»              | Ингрид Альберини, Марко Сончини, Елена Бьянки, Джузеппе Исгро                   | 3:25         |
| 2.                  | «Tu es foutu»           | Ингрид Альберини, Марко Сончини                                                 | 3:36         |
| 3.                  | «Mais la nuit… il dort» | Ингрид Альберини, Игорь Фавретто                                                | 3:43         |
| 4.                  | «Shock»                 | Ингрид Альберини, Марко Сончини                                                 | 3:33         |
| 5.                  | «Dans ma mémoire»       | Ингрид Альберини, Алессандро Маньяни, Ченнинг Бэнкс, Джованна Берсола           | 3:43         |
| 6.                  | «Pour toujours»         | Ингрид Альберини, Марко Сончини, Ченнинг Бэнкс                                  | 3:53         |
| 7.                  | «Souvenir d'été»        | Ингрид Альберини, Ченнинг Бэнкс, Даниэла Галли, Дэниэле Сала, Алле Бенасси      | 3:30         |
| 8.                  | «I’m folle de toi»      | Ингрид Альберини, Марко Сончини, Ченнинг Бэнкс                                  | 3:34         |
| 9.                  | «Je ne crois pas»       | Ингрид Альберини, Алессандро Маньяни                                            | 3:19         |
| 10.                 | «Esclave de toi»        | Ингрид Альберини, Алессандро Маньяни                                            | 3:31         |
| 11.                 | «Ah l’amour l’amour»    | Ингрид Альберини, Андреа Беттини, Елена Бьянки, Джузеппе Исгро                  | 3:27         |
| 12.                 | «Va au diable»          | Ингрид Альберини, Давиде Дель Васто, Луиджи Манци, Никола Агостинелли, Пол Сирс | 3:20         |
| Общая длительность: | Общая длительность:     | Общая длительность:                                                             | 48:38        |

| №   | Название                      | Длительность |
| --- | ----------------------------- | ------------ |
| 13. | «You Promised Me»             | 3:39         |
| 14. | «Tu es foutu» (Chill-Our RMX) | 3:49         |

| №   | Название                            | Длительность |
| --- | ----------------------------------- | ------------ |
| 13. | «In-tango» (Extended Version)       | 4:25         |
| 14. | «Tu es foutu» (Loungest Radio Edit) | 4:02         |
| 15. | «Tu es foutu» (Video)               | 3:36         |
| 16. | «In-tango» (Video)                  | 3:25         |

| №   | Название                                     | Длительность |
| --- | -------------------------------------------- | ------------ |
| 13. | «You Promised Me»                            | 3:39         |
| 14. | «Tu es foutu» (Chill-Our RMX)                | 3:49         |
| 15. | «Tu es foutu» (Colour’s Rain Minibeat Edit)  | 4:03         |
| 16. | «You Promised Me» (Miami Grazin Dub)         | 6:51         |
| 17. | «You Promised Me» (Harlem Mustlers Club Mix) | 7:34         |
| 18. | «You Promised Me» (Extended Mix)             | 5:58         |

| №   | Название          | Длительность |
| --- | ----------------- | ------------ |
| 1.  | «You Promised Me» | 3:44         |
| 2.  | «We Tango Alone»  | 3:33         |
| 3.  | «More & More»     | 3:47         |
| 4.  | «In-Shock»        | 3:10         |
| 5.  | «Inside of Me»    | 3:47         |
| 6.  | «Evermore»        | 3:58         |
| 7.  | «Summer Souvenir» | 3:33         |
| 8.  | «So Folle de Toi» | 3:39         |
| 9.  | «Don’t Believe»   | 3:28         |
| 10. | «Slave to Thee»   | 3:36         |
| 11. | «Only Lies»       | 3:31         |
| 12. | «Get Lost»        | 3:19         |

## Чарты
| Чарт (2003)                     | Высшая позиция |
| ------------------------------- | -------------- |
| Австрия (Ö3 Austria)            | 23             |
| Венгрия (MAHASZ)                | 24             |
| Германия (Offizielle Top 100)   | 27             |
| Европа (Music & Media)          | 68             |
| Польша (ZPAV)                   | 3              |
| Чехия (ČNS IFPI)                | 8              |
| Швейцария (Schweizer Hitparade) | 41             |
| Швеция (Sverigetopplistan)      | 53             |

| Чарт (2003)                   | Позиция |
| ----------------------------- | ------- |
| Германия (Offizielle Top 100) | 84      |

## Сертификации и продажи
| Регион                                                       | Сертификация  | Продажи  |
| ------------------------------------------------------------ | ------------- | -------- |
| Польша (ZPAV)                                                | Платиновый    | 70 000*  |
| Россия (NFPF)                                                | 5× Платиновый | 100 000* |
| * Данные о продажах приведены только на основе сертификации. |               |          |